# Combat du golfe de Rosas
Première Coalition
Guerres de la Révolution française
 Guerre du Roussillon
Batailles
Le combat du golfe de Rosas est un engagement naval mineur des guerres de la Révolution française livré dans le golfe de Rosas entre un navire de ligne espagnol (le Reina María Luisa (en) comportant 112 canons) sous le commandement de Juan de Lángara et une frégate française, l’Iphigénie. Cette dernière est capturée par le bâtiment espagnol.